# SRC (banda)
SRC fue una banda de rock estadounidense formada en la ciudad de Detroit a finales de la década de 1960. Entre 1966 y 1972, etapa de consolidación de la agrupación, brindó una gran cantidad de presentaciones a nivel local y nacional, además de firmar un contrato discográfico con Capitol Records. Durante su carrera publicaron cuatro álbumes de estudio, SRC (1968), Milestones (1969), Traveler's Tale (1970) y Lost Masters, este último con grabaciones de la década de 1970 que iban a ser usadas en un cuarto álbum de estudio que no se materializó en su momento debido a la ruptura de la banda.

## Músicos

### Alineación clásica
- Scott Richardson - voz
- Steve Lyman - guitarra y voz
- Gary Quackenbush - guitarra[3]
- Glenn Quackenbush - órgano
- Robin Dale - bajo y voz
- E.G. Clawson - batería

## Discografía

### Sencillos
- "I'm So Glad"/ "Who Is That Girl" (1967, A-Square)
- "Get the Picture"/ "I Need You" (1967, A-Square)
- "Black Sheep" / "Morning Mood" (1968, Capitol Records)
- "Up All Night" / "Turn Into Love" (1969, Capitol Records)
- "Never Before Now" / "My Fortune's Coming True" (1970, Capitol Records)
- "Born to Love" / "Badaz Shuffle" (1971, Big Casino Records)
- "Out in the Night" / "Gypsy Eyes" (as "Blue Scepter", 1972, Rare Earth Records)

### Álbumes
- SRC (1968, Capitol Records)
- Milestones (1969, Capitol Records)
- Traveler's Tale (1970, Capitol Records)
- Lost Masters (1993, One Way Records)